# 田廣明
田廣明（?—?），字子公，西漢鄭縣（今陝西省渭南市華州區）人。田廣明初任郎官，後調遷天水郡司馬，憑功績擢升至河南郡都尉，期間以殺戮的方式治理。當時漢朝各郡國盜賊橫行，漢武帝於是提拔田廣明擔任淮陽郡太守，任上其因破獲公孫勇、胡倩造反的陰謀，升遷為大鴻臚。始元初年益州諸夷發起叛亂，田廣明受命和王平一同領兵討伐，成功弭平當地的叛亂。汉昭帝駕崩後，田廣明與大將軍霍光等人共同廢黜昌邑王劉賀，改立漢宣帝為皇，因功獲封昌水侯。本始年間，漢朝與烏孫共同出兵征討匈奴，田廣明以祈連將軍的身分統兵北伐，期間卻與已故受降城都尉的妻子通姦，又在明知雞秩山以西有匈奴人的情況下駐兵不進，班師回朝後其因此被漢宣帝下令交由杜延年審訊，田廣明隨即畏罪自殺，封國被廢除。

## 生平

### 擒獲叛賊
起初，田廣明以郎官的身分出任天水郡司马，按功績等次升遷為河南郡都尉，任上用殺伐的手段進行治理。當時汉朝轄下的各郡國盜賊蜂起，田廣明被提拔為淮陽郡太守。過了一年多，原城父縣县令公孫勇和他的食客胡倩等人謀反，胡倩詐稱自己是光祿大夫，帶領車騎數十輛，號稱自己作為使者正在督補盜賊，住在陳留縣的傳舍裡，太守去拜見他，胡倩打算趁機抓拿太守，田廣明得知了此事，派兵把這些人全數抓起來斬首。而公孫勇穿著刺繡的衣服假扮為绣衣使者，坐著四匹馬拉的車到了圉縣，圉縣的縣令派小史侍候他，小史因此也知道公孫勇的底細，其後守尉魏不害、廄夫江德以及尉史蘇昌一起將公孫勇抓捕。
叛亂平定後，汉武帝封魏不害為當塗侯，江德為轑陽侯，蘇昌為蒲侯。在此之前，魏不害、江德、蘇昌、小史四人一同跪在漢武帝面前時，小史私底下竊竊私語，漢武帝問他：「說什麼呢？」小史說：「封了侯還能回東方去嗎？」漢武帝說：「你想要回去嗎？朕今日便賜予你爵位，讓你顯貴，你的家鄉叫什麼名字？」小史回答道：「叫做遺鄉。」漢武帝說：「朕就把它送給你了。」於是賜給小史關內侯的爵位，以遺鄉六百戶作為他的食邑。由於田廣明接連擒住大的奸賊，漢武帝因此徵召他入京擔任大鴻臚，拔擢其兄長田雲中接替他做淮揚郡太守。

### 平定益州
汉昭帝初即位，益州的廉頭和姑繒反叛，殺害當地的官吏，牂柯郡、谈指县、同並縣等二十四個邑的夷民，共三萬多人也都起來造反。朝廷派遣水衡都尉徵調蜀郡、犍為郡的犇命軍隊一萬餘人攻打牂柯郡的反叛諸夷，大敗叛軍。其後過了三年，姑繒、葉榆諸夷再次叛亂，朝廷派水衡都尉呂辟胡統帥益州諸郡部隊出兵征討，而呂辟胡卻拖延著不肯進軍，造反的諸夷們於是攻殺益州郡太守，並乘勝擊潰呂辟胡的軍隊，總計漢軍戰死及溺死者達四千多人。
隔年始元四年的冬天，田廣明受命與軍正王平共同率兵並進，大破益州反叛諸夷，總計斬殺和俘獲反叛者五萬多人，獲取牲畜十餘萬頭。漢昭帝下詔說：「鉤町侯亡波率領其封國內的諸部族君長與人民攻打反叛者，殺、俘敵人有功，茲封亡波為鉤町王。賜予大鴻臚田廣明關內侯的爵位，食邑三百戶。」隔年，武都郡的氐人反叛，田廣明又和執金吾馬適建、龍額侯韓增一同帶領三辅、太常豁免刑罰的罪犯征討氐人。其後田廣明遷為卫尉，後來又調出朝廷擔任左馮翊，治理地方有幹練的名聲。

### 北征匈奴
汉宣帝剛登基不久，田廣明便接替蔡義為御史大夫，因為先前當左馮翊時曾參與議定廢黜昌邑王刘贺改立漢宣帝一事，被封為昌水侯，食邑二千七百戶。
過了一年多，由於此前匈奴數次侵犯邊境，又攻擊西域的漢朝盟國烏孫，烏孫的昆彌翁歸靡及解憂公主皆派遣使者上書，說願意出動烏孫的半數精兵人馬五萬征討匈奴，希望漢朝天子哀憐，出兵拯救公主。到了秋天，漢朝即大規模調動函谷关以東地區裝備輕便、行動迅速的精稅騎兵，挑選各郡國年俸三百石等級裡高大健壯、善於騎馬射箭者，要他們都從軍出征。委派御史大夫田廣明為祁連將軍，後將軍赵充国為蒲類將軍，雲中郡太守田順為虎牙將軍，以及度辽将军范明友、前将军韓增等五位將軍，統帥十五萬大軍北伐，校尉常惠則手持符节監督烏孫軍隊，一同攻打匈奴。其中田廣明以祈連將軍的身分帶兵領四萬多名騎兵從西河郡的邊塞出發，一路抵達受降城（今內蒙乌拉特中旗北），受降城的都尉前些時候死了，靈柩還停放在堂裡，田廣明便招來他寡居的妻子與其通姦。
而後田廣明已出塞一千六百里卻仍未到達預定的地點，僅抵達雞秩山，斬獲十九人，擄掠牛、馬、羊一百多頭而已。恰逢漢朝出使匈奴的使節冉弘等人歸來，冉弘告訴田廣明雞秩山以西有匈奴人的情報，田廣明卻當即警告冉弘，叫他說沒有敵軍，打算就此還師。御史府屬吏公孫益壽勸諫他，認為這麼做不行，然而田廣明不肯聽從，依舊帶著軍隊班師回朝。回朝後公孫益壽被擢升為侍御史，田廣明則因犯下明知敵人在前卻逗遛不進之罪，被漢宣帝交給太守杜延年，讓杜延年依據登記罪狀的簿冊來審訊他，田廣明於是在宮闕下自殺，封國被廢除。

## 家族
- 兄田雲中：其擔任淮揚郡太守時，敢於誅殺，為此被百姓和官吏守在宮闕前告發，最終遭處決於鬧市[1]。

## 延伸閱讀
[在维基数据编辑]
 《漢書·卷090》，出自班固《漢書》

| 前任： 蔡義 | 西汉御史大夫 前74年－前71年 | 繼任： 魏相 |